# دانشگاه پینار دل ریو

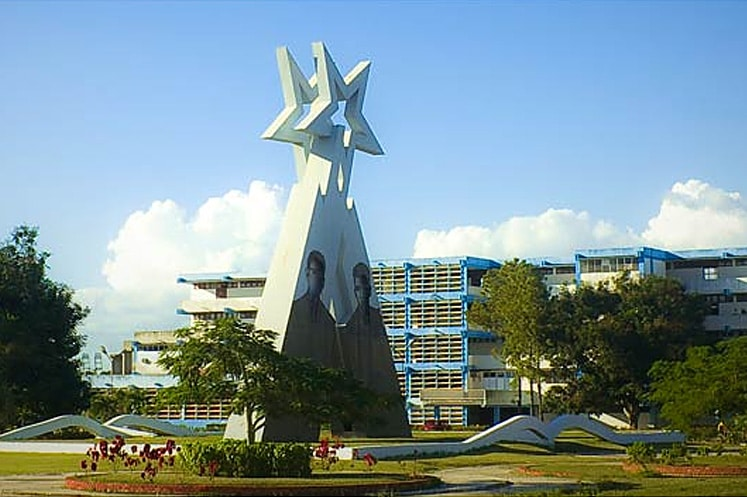
دانشگاه پینار دل ریو

دانشگاه پینار دل ریو (به اسپانیایی: Universidad de Pinar del Río "Hermanos Saiz Montes de Oca") یک دانشگاه در کوبا است که در پینار دل ریو واقع شده‌است.